# Effektomer

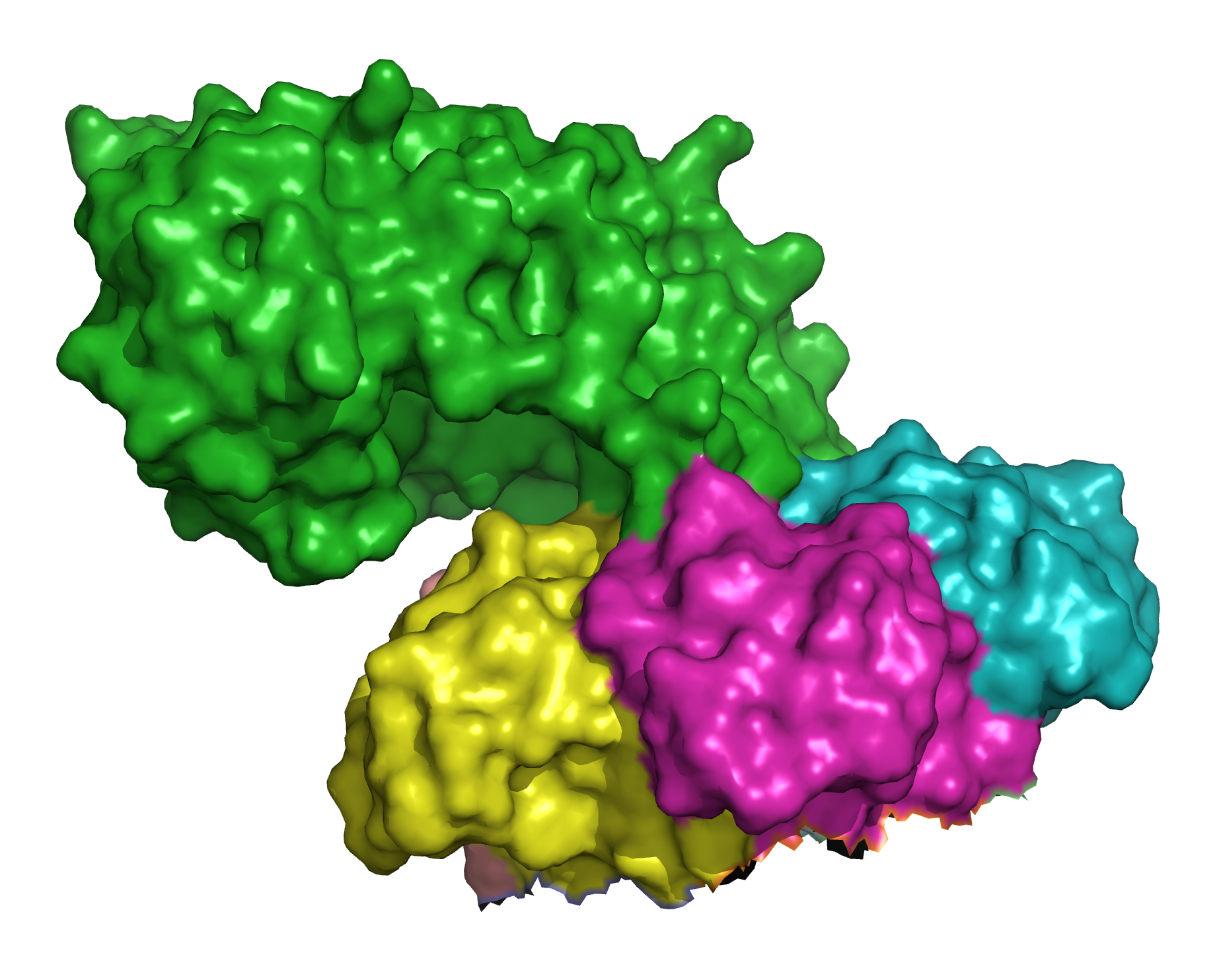
Oberflächenmodell des Shigatoxins bestehend aus dem Effektomer (grün) und dem pentameren Haptomer (farbig)

Ein Effektomer ist ein Molekül oder ein Teil eines Moleküls, das in größeren Molekülen oder Molekülkomplexen für einen biologischen Effekt in einer Zielzelle verantwortlich ist und mit Hilfe einer Haptomer-Einheit in die Zielzelle eingeschleust wird. Die Begriffe Haptomer und Effektomer finden insbesondere bei Lektinen und anderen, meist toxischen Proteinen Anwendung, um den zellbindenden von dem toxischen Anteil zu unterscheiden.
| Protein/Proteinkomplex | Haptomer         | Effektomer     | Spezifität des Effektomers                     |
| ---------------------- | ---------------- | -------------- | ---------------------------------------------- |
| Abrin                  | B-Untereinheit   | A-Untereinheit | Hemmung der Proteinbiosynthese                 |
| Choleratoxin           | B-Untereinheiten | A-Untereinheit | Hemmung der Signaltransduktion über G-Proteine |
| Diphtherietoxin        | B-Untereinheit   | A-Untereinheit | Hemmung der Proteinbiosynthese                 |
| Ricin                  | B-Untereinheit   | A-Untereinheit | Hemmung der Proteinbiosynthese                 |
| Shiga-Toxin            | B-Untereinheiten | A-Untereinheit | Hemmung der Proteinbiosynthese                 |